# Jeanne Hardy
Jeanne A. Hardy es una profesora estadounidense de química biológica y biofísica en la Universidad de Massachusetts, Amherst.  El trabajo de su grupo es conocido por diseñar sitios de unión alostéricos y elementos de control en proteasas humanas. 

## Educación
Recibió su licenciatura y maestría en la Universidad Estatal de Utah en 1994, trabajando con la profesora Ann Aust en proyectos de química bioinorgánica relacionados con la unión de proteínas al hierro y el asbesto.  Recibió un doctorado en 2000 de la Universidad de California en Berkeley, trabajando con la profesora Hillary CM Nelson en la estructura del factor de transcripción de choque térmico, que desempeña diversas funciones como chaperona molecular y estimulante inmunológico.  Su trabajo postdoctoral se realizó en Sunesis Pharmaceuticals con el miembro de la Academia Nacional de Inventores y profesor de la UCSF James "Jim" Wells.

## Carrera
Se unió a la Universidad de Massachusetts en 2005.  Construyó un programa de investigación sobre la biofísica de las proteasas humanas.  Su investigación se centra especialmente en las caspasas, las proteínas apoptóticas implicadas en la regulación de la muerte celular y los impactos en enfermedades como el Alzheimer y Parkinson.  El grupo de investigación de Hardy ha determinado la regulación alostérica de caspasa-6 selectivamente por zinc, regulación basada en mutaciones de caspasa-7, y moléculas de plomo contra el choque térmico y otras múltiples proteasas de cisteína.  Por este trabajo, se le otorgó la permanencia en 2012 y se la promovió a Profesora titular en 2018.

## Premios
- 2018 - Premio inaugural Mahoney en las ciencias de la vida[10]
- 2014 - Fulbright Scholar, París, Francia
- 2009 - Lilly Teaching Fellowship
- 2008 - Premio Cottrell Scholar
- 2003 - NIH Postdoctoral Fellow
- 2000 - JSPS Postdoctoral Fellow